# Kleinaspergle

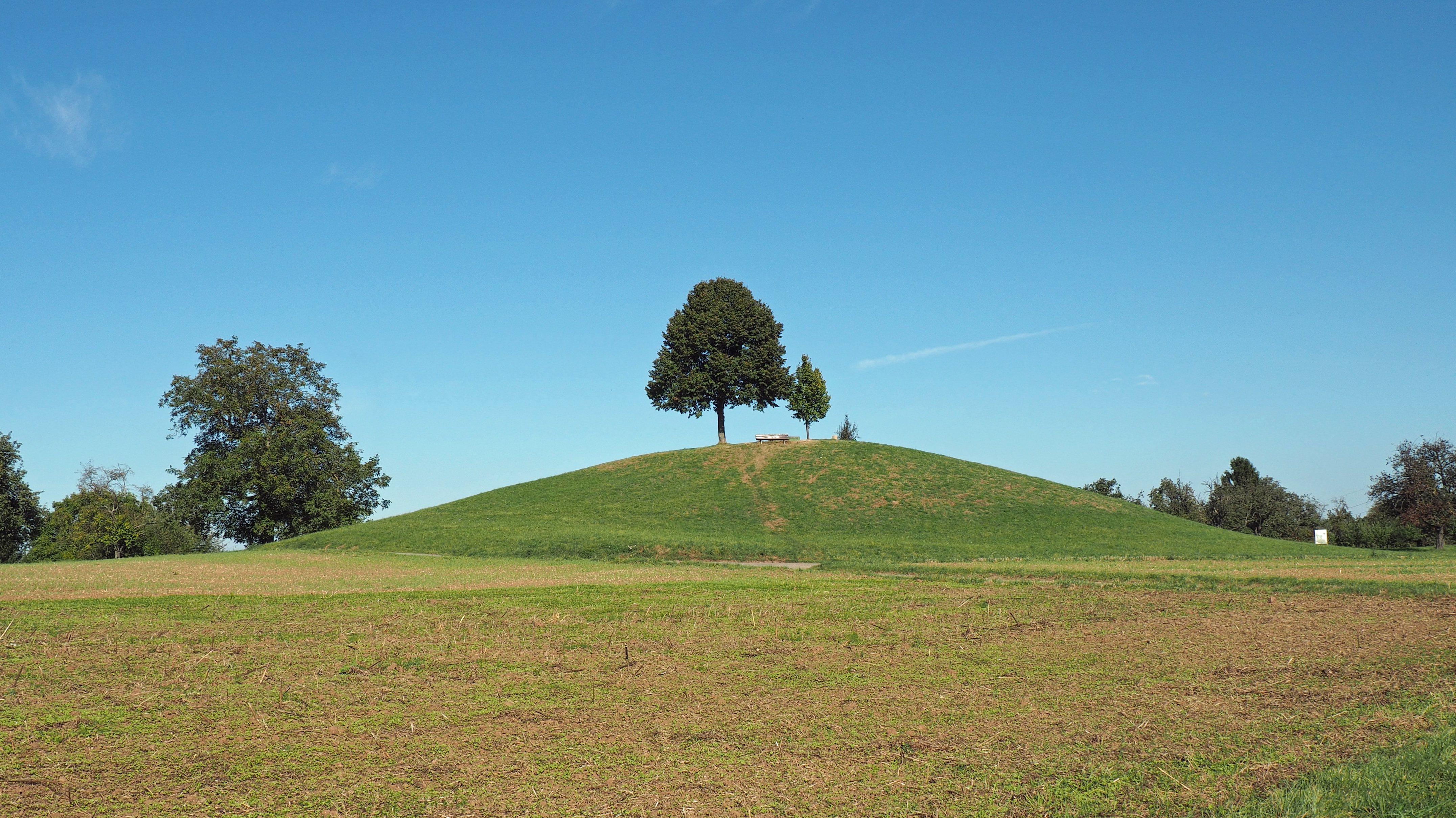
Das Kleinaspergle

Das Kleinaspergle ist ein frühlatènezeitlicher Grabhügel rund 1000 Meter südlich des ehemaligen keltischen Fürstensitzes Hohenasperg zwischen Asperg und Möglingen im Landkreis Ludwigsburg in Baden-Württemberg.

## Keltischer Großgrabhügel mit Prunkgrab
Der Grabhügel hat einen Durchmesser von 60 m und eine Höhe von 7,60 m. Er ist von einem 1,20 m tiefen und 2,50 m breiten Kreisgraben umgeben. In dem Hügel wurden bisher zwei im Aufbau gleiche holzverschalte Grabkammern gefunden. Die altberaubte zentrale Hauptgrabkammer ist 3 m auf 4 m groß und 2,80 m tief in den gewachsenen Boden eingelassen. Die ungestörte Nebengrabkammer im Westabschnitt ist 2 m auf 3 m groß und ebenerdig. Man vermutet, dass die Aufschüttung des Hügels in zwei Schritten erfolgte, zuerst ein kleiner Hügel von 40 m Durchmesser für das Hauptgrab und dann eine Erweiterung dieses Hügels für das Nebengrab. Das aufgeschüttete Material beinhaltet Spuren von Siedlungsschutt und muss in der Nähe großflächig abgetragen worden sein, da der Aushub der Grabenanlage dafür nicht ausreichend ist. Eine sonst übliche Steinsetzung fehlt vollständig.
Bei dem Grab handelt es sich bislang um das jüngste entdeckte Prunkgrab um den Hohenasperg.

## Ausgrabung
Das Kleinaspergle wurde im Frühsommer 1879 von Oscar Fraas archäologisch untersucht. Aufgrund komplizierter Eigentumsverhältnisse stand für die Ausgrabung allerdings nur eine schmale Parzelle zur Verfügung. Fraas entschied sich daher für eine bergmännische Grabung mit einem radialen und einem konzentrisch angelegten Stollen.
Die Grabung wurde für die damalige Zeit sehr umfangreich dokumentiert. Es existieren Grabungstagebücher sowie Skizzen und Zeichnungen von Carl von Häberlin und Eberhard Fraas, dem damals 17-jährigen Sohn des Ausgräbers.

## Funde aus der Nebenkammer
Das Grab enthielt unter anderem kostbare Trachtbestandteile, dazu gehören ein Armreif aus Sapropelit, ein eiserner Gürtelhaken und eine mit Gold belegte Schmuckscheibe. Verziert ist die Scheibe mit Perlkreisen, Leier-, Blatt- und Blütenmotiven, einst waren auch Koralleneinlagen vorhanden. Für die präzise Komposition war die Konstruktion mit einem Zirkel nötig. Die Zierscheibe war vermutlich ursprünglich auf Leder oder einem Kleidungsstück befestigt. Aufgrund der Seltenheit solcher Zierscheiben handelt es sich hierbei vermutlich um eine Art Abzeichen, das einem bestimmten Personenkreis vorbehalten war. Vergleichsstücke befinden sich ausschließlich in Männer- oder Waffengräbern.
Weitere Beigaben sind ein griechischer Stamnos (Weinmischgefäß), der in der Gegend von Vulci in Mittelitalien hergestellt wurde, sowie eine keltische Schnabelkanne. Beide Gefäße weisen eine Henkelzier mit Satyrköpfen auf. Beim Stamnos sind diese Satyre fein ziseliert, während die Henkelzier der keltischen Schnabelkanne aus pausbäckigen Satyren mit großen hervorquellenden Augen und spitzen Ohren besteht. Bart und Locken werden hierbei zum Ornament aufgelöst. Dieser Übergang vom figürlichen zum Ornament ist typisch für die keltische Kunst. Der Künstler, der die Schnabelkanne herstellte, ließ sich somit vom Stamnos inspirieren, wendete aber trotz allem den eigenen keltischen Stil an.
Zum Trinkservice, welches für zwei Personen bestimmt war, gehört außerdem ein Bronzeeimer zum Mischen oder Bereitstellen alkoholischer Getränke, der um 430 v. Chr. in Tessin hergestellt wurde. Hierbei handelt es sich somit um ein Importstück, ähnliche Gefäße wurden allerdings auch in der Region hergestellt. Dazu gehört ein Sieb nach etruskischem Vorbild mit dem Gewürze aus alkoholischen Getränken gefiltert wurden. Von diesem Sieb sind allerdings nur noch der Griff und die Löffelschale erhalten, beides ist mit Palmetten, Blatt- und Spiralmotiven verziert, welche mit dem Zirkel konstruiert wurden. Zudem befand sich im Grab ein großer Bronzekessel mit einem hölzernen Schöpfgefäß.
Auch zwei Trinkhörner gehörten zur Ausstattung des im Nebengrab des Kleinaspergle bestatteten Toten. Die Trinkhörner haben kostbare goldene Endbeschläge und sind damit ein Zeugnis der meisterlichen Schmiedekunst der Kelten. Die Beschläge bestehen jeweils aus fünf Einzelteilen, die mit ringförmigen, mit Perldraht verzierten Manschetten verbunden wurden. Die Hörner enden in stilisierten Widderköpfen mit mandelförmigen Augen und geschwungenen Brauen. Diese Motive sind der Latènekultur zwar fremd, es handelt sich aber trotzdem nicht um Importe, sondern um Inspiration der einheimischen Handwerker durch steppennomadische Darstellungen. Eines der Trinkhörner weist klassisch griechische Muster auf, das andere keltische Wellenranken. In einem der Beschläge fand sich bei der Ausgrabung noch der Rest eines Auerochsenhorns.
Das Nebengrab des Kleinaspergle ist außerdem das einzige Prunkgrab in der Region, das Keramik enthält. Es handelt sich hierbei um zwei aus Griechenland importierte Trinkschalen. Sie wurden um etwa 450 v. Chr. in einer attischen Werkstatt hergestellt. Die rotfigurige Trinkschale stammt vom sogenannten Amphitrite-Maler und stellt eine Frau mit einer Fackel vor einem brennenden Altar und einem Opfertisch dar. Außerdem ziert sie ein Efeukranz am Innenrand. Auch die heute schwarze Schale war laut Grabungsbericht einst bemalt. Die heute verblasste Bemalung bestand aus einem Myrtenzweig mit Früchten in gelbgrüner Farbe. Beide Schalen waren antik zerbrochen und wurden von einem einheimischen Handwerker mithilfe von Goldapplikationen mit typisch keltischen Mustern repariert und geschmückt.
Eine eindeutige Geschlechtszuordnung ist bei diesem Inventar nicht möglich und vom gefundenen Leichenbrand ist heute nichts mehr erhalten, sodass eine Geschlechtsbestimmung des Toten nicht möglich ist. Relativchronologisch werden die Fundstücke als Latène A datiert. Neben der Grabanlage ließ sich eine Werkstatt ausmachen, in der einige Stücke vor der Grablegung vergoldet worden waren.
Der vermutete Leichenbrand beinhaltete Goldplättchen, was durch den Ausgräber als Goldverzierung der Totengewandung gedeutet wurde. Es wurden aber auch Zweifel angemeldet, ob es sich bei dem vermuteten Leichenbrand nicht um Überreste einer weißen Edelkoralle handle.

## Naherholung
Das Kleinaspergle ist eine Station des rund 30 Kilometer langen Keltenwegs, den die Arbeitsgemeinschaft „Grünes Strohgäu“ angelegt hat. Dieser gehören neben dem Landkreis Ludwigsburg die Kommunen Asperg, Ditzingen, Eberdingen, Gerlingen, Hemmingen, Korntal-Münchingen, Leonberg, Markgröningen, Möglingen und Schwieberdingen an.
In der Nachbarschaft des Grabhügels befindet sich das nach ihm benannte Naturfreundehaus Kleinaspergle mit großem Biergarten und Kinderspielplatz.